# Косовщина (Сумская область)
Косовщина (укр. Косівщина) — село,
Косовщинский сельский совет,
Сумский район,
Сумская область,
Украина.
Код КОАТУУ — 5924783801. Население по переписи составляло 2516 человек
(2673 чел., 858 домовладений по состоянию на 2008 год).
Является административным центром Косовщинского сельского совета, в который, кроме того, входят сёла
Закумское,
Кононенково,
Малые Вильмы,
Надточиево,
Солидарное и
Чернецкое.

## Географическое положение
Село Косовщина находится на правом берегу реки Сумка в месте впадения в неё реки Сухоносовка,
выше по течению на расстоянии в 1,5 км расположено село Кононенково,
ниже по течению на расстоянии в 2 км расположен город Сумы.
На реке Сумка плотина, которая образует Косовщинское водохранилище.

## История

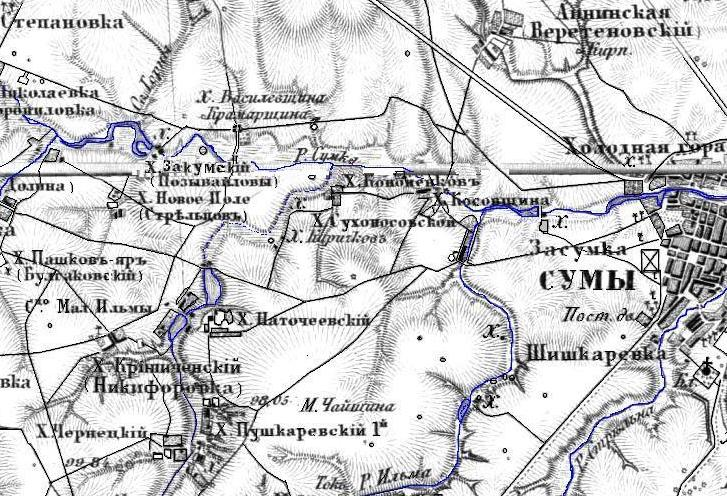
Косовщина на карте XIX века.

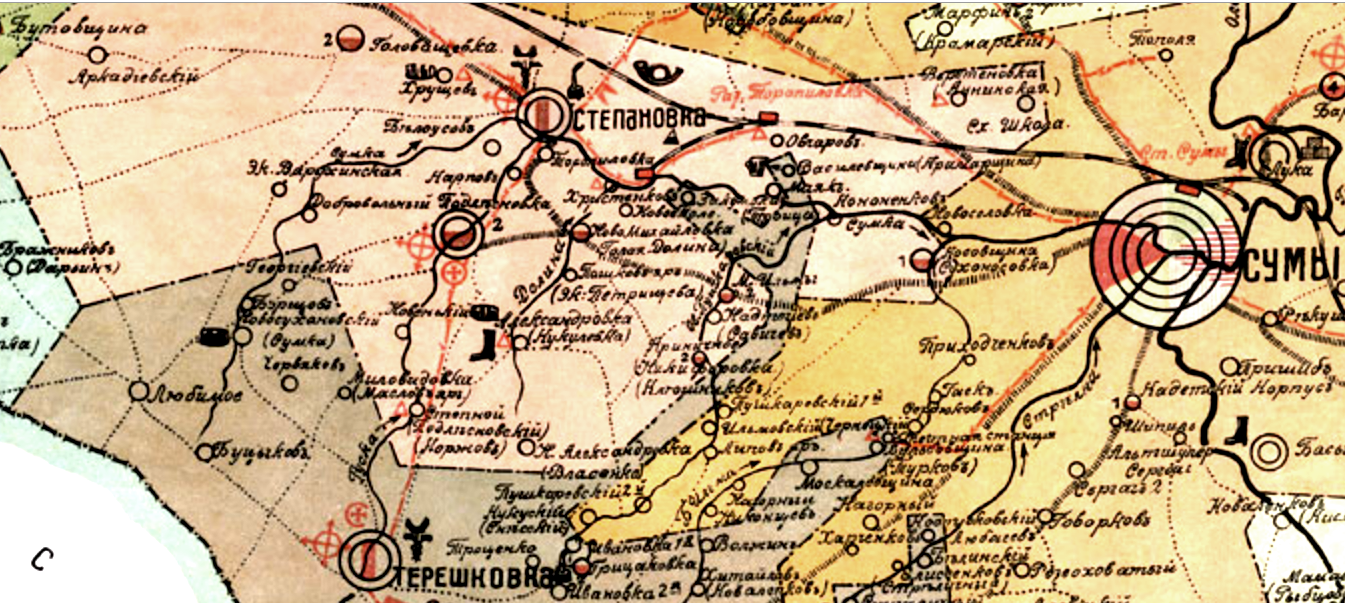
Косовщина, Сумской уезд. 1917 г.

Косовщина известна как хутор уже в 1778 году. В 1783 году нанесена на План Генерального межевания Сумского уезда. На 1864 год хутор насчитывал 15 дворов и более 80 жителей.
В ранние годы (ориентировочно с конца 1800-х гг.) была разделена на хутора Большая и Малая Косовщина. В те годы разделение было довльно условным. Малой Косовщиной назывался хутор, расположенный в устье реки Ильмы (нынешняя улица им. Леси Украинки), Большой (Великой) Косовщиной — хутор, расположенный чуть выше по течению р.Сумки. Официальное разделение произошло лишь в районе 1940-х годов, но затем вместе с селом Диброва (хутор Сухоносовский, хозяйский двор помещика Сухоноса) в середине 1960-х гг. XX в. в результате переселения части жителей при создании Косовщинского водохранилища была объединена в одно село — Косовщина.
Косовщина расположена на реке Сумка (правый приток реки Псёл), часть которой формирует Косовщинское водохранилище. В районе ул. Леси Украинки в водохранилище впадает речка Сухоносовка (Ильма). При создании водохранилища были снесены дома и затоплена часть села ранее составлявшая хутор Большая (укр.  Велика) Косовщина.
Весной 1889 г. в Косовщине (тогда Малая Косовщина) на лечении у народной целительницы Параски Богуш была поэтесса Леся Украинка. Дом, в котором она жила, не сохранился. Во время её пребывания хутором управлял помещик Сухонос.
Сейчас именем поэтессы названа улица, школа и установлен бюст в центре села.
Согласно исповедных ведомостей Ильинской церкви (г.Сумы), к её приходу в 1777- 1776 г.г были приписаны хутора Копейчиков, Альфёров, Яновой, Косовцов, Клюшников, Ольховского, Вакалов, Кобзарев, Надточеев, Кононенков, Пушкарьов, Гайок, Сухоносовский.  Данные Сумского духовного правления пленки №№ 7823957, 7823959.
Согласно Справочной книге для Харьковской епархии Ивана Самойловича, в 1904 году к приходу Ильинской церкви (г. Сумы) приписаны хутора Гаёк и Косовщина (в 4-х верстах), Кононенко и Бульбовщина (в 5 верстах) и Россоховатый (в 7 верстах).

## Экономика
На территории с. Косовщина работали следующие сельскохозяйственные предприятия:
- Советское хозяйство (совхоз) отдела рабочего снабжения Сумского машиностроительного завода им. Фрунзе 1933—1937 гг.
- Сельскохозяйственная артель (колхоз) «15 лет РККА». Косовщина 1933—1941, 1943—1950 гг.
- Сельскохозяйственная артель (колхоз) им. Ленина с. Косовщина 1950—1970 гг.
- Овоще-молочный совхоз «Ганнивский» Сумского областного специализированного треста плодовоягодных и мясо-молочных совхозов. Ганнивка Сумского района Сумской области 1970—1981 гг.
- Совхоз «Косивщинский» Сумского областного производственного аграрно-промышленного объединения «Сумыплодоовощхоз» с. Косовщина 1981—1991 г.
- ООО "Агрофирма «Косовщинская»" 1992 г.
- Сумская птицефабрика. ООО «Авис-Украина»

## Объекты социальной сферы
- Косовщинская общеобразовательная школа-интернат для слабо слышащих детей.
- Общеобразовательная школа I—III ступеней им. Леси Украинки.
- Детский сад "Золотая рыбка".
- Дом культуры.
- Библиотека.
- Фельдшерско-акушерский пункт.